# Джігме Сінг'є Вангчук
Джігме Сінг'є Вангчук (дзонг-ке:; нар. 11 листопада 1955) — четвертий король Бутану. Вступив на трон у віці 16 років у 1972 році після смерті свого батька, третього короля Джігме Дорджі Вангчука. На його коронацію 2 червня 1974 року були запрошені закордонні представники, що означало кінець тривалого періоду ізоляції країни. Він носить титул «Друк Г'ялпо», що означає «Драконовий король». Здобув освіту в Бутані і Великій Британії.
14 грудня 2006 року король зрікся престолу на користь свого сина Джігме Кхесар Намг'ял Вангчука раніше спершу оголошеного терміну (2008).

## Біографія

### Політика Джігме Сінг'є Вангчука
Четвертий Король продовжував політику свого батька — повільної модернізації з максимальним збереженням бутанських традицій. У 1988 році він ввів порядок Дріглам Намжа (поведінки та етикету), згідно з яким усі жителі країни зобов'язані носити традиційний одяг і церемоніальні шарфи і вивчати в школі національну мову дзонг-ке. При цьому він скасував або спростив багато звичаїв етикету середньовіччя, наприклад, серію простягань, які зобов'язані були робити подорожні, коли в поле зору попадав королівський палац. У 1998 році він обмежив абсолютну владу і керував країною спільно з урядом. Наприкінці 2003 року провів першу в XXI столітті військову операцію Бутану проти асамських сепаратистів, які використовували бутанську територію для вилазок в інші частини Індії. Були також проведені операції проти непальських сепаратистів на півдні країни.

### Приватне життя
Джігме Сінг'є Вангчук веде простий спосіб життя, воліючи працювати в невеликому дерев'яному будинку над столицею Тхімпху замість великої резиденції в дзонгу (палаці-фортеці), яка використовується його чотирма дружинами-королевами-сестрами і Національною асамблеєю Бутану.
Король отримав популярність на Заході, сформулювавши цілі збільшення «Валового національного щастя» для Бутану замість підвищення Валового національного продукту.
У короля десять дітей (п'ять синів і п'ять дочок), деякі з яких отримали освіту за кордоном. 17 грудня 2005 року король заявив про те, що він зречеться престолу в 2008 році на користь свого старшого сина Джігме Кхесар Намгьял Вангчука. У цьому ж році планувалося проведення парламентських виборів.

## Нагороди та премії
- Кавалер Ордена Хризантеми (Японія, 1987)
- Кавалер Ордена Ojaswi Rajanya (Непал, 1988)
- Кавалер Ордена аль-Халіфа 1-го класу (Бахрейн, 1990)
- Ланцюг Ордена Мубарака Великого (Кувейт, 1990)
- Кавалер Ордена Серафимів (Швеція, 1994)
- Нагорода ООН за екологію Champions of Earth Award (2005)